# Lista de episódios de Haven
Haven é uma série de televisão estadunidense, do gênero drama sobrenatural, desenvolvido para televisão por Sam Ernst e Jim Dunn. Foi exibida pelo canal Syfy de 9 de julho de 2010 a 17 de dezembro de 2015, e baseada no livro "The Colorado Kid" (2005), escrito por Stephen King. A série conta a história de Audrey Parker (Emily Rose), uma agente do FBI sem passado nem família, que é enviada para a pequena cidade de Haven, no Maine, para investigar o assassinato de um ex-presidiário. Em uma parceria com o oficial da polícia local Nathan Wuornos (Lucas Bryant), Audrey logo descobre que a cidade é um porto-seguro para pessoas com habilidades sobrenaturais, e que o lugar em si pode ter uma conexão chocante com o seu passado perdido. O show é a primeira produção original dos canais Syfy em todo o mundo, exceto no Canadá e Escandinávia.
Em 28 de janeiro de 2014, a série foi renovada para uma quinta e última temporada de 26 episódios. A primeira metade da temporada foi ao ar em 2014, enquanto a segunda metade foi exibida no último semestre de 2015. Em agosto de 2015, Syfy cancelou a série após cinco temporadas.
Em 17 de dezembro de 2015, 78 episódios de "Haven" foram ao ar, concluindo a quinta temporada e finalizando a série.

## Resumo
| Temporada | Temporada | Episódios | Episódios | Exibição Original      | Exibição Original      |
| Temporada | Temporada | Episódios | Episódios | Estreia                | Final                  |
| --------- | --------- | --------- | --------- | ---------------------- | ---------------------- |
|           | 1         | 13        | 13        | 9 de julho de 2010     | 8 de outubro de 2010   |
|           | 2         | 13        | 13        | 15 de julho de 2011    | 6 de dezembro de 2011  |
|           | 3         | 13        | 13        | 21 de setembro de 2012 | 17 de janeiro de 2013  |
|           | 4         | 13        | 13        | 13 de setembro de 2013 | 13 de dezembro de 2013 |
|           | 5         | 26        | 13        | 11 de setembro de 2014 | 5 de dezembro de 2014  |
|           | 5         | 26        | 13        | 8 de outubro de 2015   | 17 de dezembro de 2015 |

## Episódios

### 1ª temporada (2010)
| No. na série | No. | Título                       | Dirigido por   | Escrito por                                                     | Exibição               | Audiência (milhões) |
| ------------ | --- | ---------------------------- | -------------- | --------------------------------------------------------------- | ---------------------- | ------------------- |
| 1            | 1   | "Welcome to Haven"           | Adam Kane      | Sam Ernst & Jim Dunn                                            | 9 de julho de 2010     | 2.34                |
| 2            | 2   | "Butterfly"                  | Tim Southam    | Sam Ernst                                                       | 16 de julho de 2010    | 2.09                |
| 3            | 3   | "Harmony"                    | Rachel Talalay | Matt McGuinness                                                 | 23 de julho de 2010    | 1.84                |
| 4            | 4   | "Consumed"                   | Rachel Talalay | Ann Hamilton                                                    | 30 de julho de 2010    | 2.13                |
| 5            | 5   | "Ball and Chain"             | Tim Southam    | Nikki Toscano                                                   | 6 de agosto de 2010    | 1.88                |
| 6            | 6   | "Fur"                        | Keith Samples  | Jim Dunn                                                        | 13 de agosto de 2010   | 2.00                |
| 7            | 7   | "Sketchy"                    | T. W. Peacocke | Matt McGuinness                                                 | 20 de agosto de 2010   | 1.89                |
| 8            | 8   | "Ain't No Sunshine"          | Ken Girotti    | Sam Ernst                                                       | 27 de agosto de 2010   | 1.97                |
| 9            | 9   | "As You Were"                | Rob Lieberman  | Jose Molina                                                     | 10 de setembro de 2010 | 1.76                |
| 10           | 10  | "The Hand You're Dealt"      | Rick Rosenthal | Jim Dunn                                                        | 17 de setembro de 2010 | 1.59                |
| 11           | 11  | "The Trial of Audrey Parker" | Lee Rose       | História por: Charles ArdaiRoteiro por: Sam Ernst & Jose Molina | 24 de setembro de 2010 | 1.41                |
| 12           | 12  | "Resurfacing"                | Mike Rohl      | Charles Ardai                                                   | 1 de outubro de 2010   | 1.44                |
| 13           | 13  | "Spiral"                     | Fred Gerber    | Sam Ernst & Jim Dunn                                            | 8 de outubro de 2010   | 1.70                |

### 2ª temporada (2011)
| No. na série | No. | Título                       | Dirigido por     | Escrito por                                                                                 | Exibição               | Audiência (milhões) |
| ------------ | --- | ---------------------------- | ---------------- | ------------------------------------------------------------------------------------------- | ---------------------- | ------------------- |
| 14           | 1   | "A Tale of Two Audreys"      | T. W. Peacocke   | Sam Ernst & Jim Dunn                                                                        | 15 de julho de 2011    | 1.88                |
| 15           | 2   | "Fear & Loathing"            | Rob Lieberman    | Gabrielle Stanton                                                                           | 22 de julho de 2011    | 1.84                |
| 16           | 3   | "Love Machine"               | T. W. Peacocke   | História por: Matt McGuinnessRoteiro por: Matt McGuinness, Nora Zuckerman & Lilla Zuckerman | 29 de julho de 2011    | 2.00                |
| 17           | 4   | "Sparks and Recreation"      | Lynne Stopkewich | Jonathan Abrahams                                                                           | 5 de agosto de 2011    | 1.82                |
| 18           | 5   | "Roots"                      | Tim Southam      | Im Dunn                                                                                     | 12 de agosto de 2011   | 1.89                |
| 19           | 6   | "Audrey Parker's Day Off"    | Fred Gerber      | Nora Zuckerman & Lilla Zuckerman                                                            | 19 de agosto de 2011   | 1.74                |
| 20           | 7   | "The Tides That Bind"        | Paolo Barzman    | Gabrielle Stanton                                                                           | 26 de agosto de 2011   | 1.91                |
| 21           | 8   | "Friend or Faux"             | Stephen Reynolds | Sam Ernst                                                                                   | 2 de setembro de 2011  | 1.46                |
| 22           | 9   | "Lockdown"                   | Jason Priestley  | Nora Zuckerman & Lilla Zuckerman                                                            | 9 de setembro de 2011  | 1.91                |
| 23           | 10  | "Who, What, Where, Wendigo?" | Lee Rose         | Jonathan Abrahams                                                                           | 16 de setembro de 2011 | 2.02                |
| 24           | 11  | "Business as Usual"          | Shawn Piller     | Matt McGuinness & Gabrielle Stanton                                                         | 23 de setembro de 2011 | 1.87                |
| 25           | 12  | "Sins of the Fathers"        | Lee Rose         | Sam Ernst & Jim Dunn                                                                        | 30 de setembro de 2011 | 1.80                |
| 26           | 13  | "Silent Night"               | Shawn Piller     | Brian Millikin                                                                              | 6 de dezembro de 2011  | 1.20                |

### 3ª temporada (2012–13)
| No. na série | No. | Título                    | Dirigido por      | Escrito por                       | Exibição               | Audiência (milhões) |
| ------------ | --- | ------------------------- | ----------------- | --------------------------------- | ---------------------- | ------------------- |
| 27           | 1   | "301"                     | Lee Rose          | Jonathan Abrahams                 | 21 de setembro de 2012 | 2.00                |
| 28           | 2   | "Stay"                    | Shawn Piller      | Matt McGuinness                   | 28 de setembro de 2012 | 1.44                |
| 29           | 3   | "The Farmer"              | T. W. Peacocke    | Sam Ernst & Jim Dunn              | 5 de outubro de 2012   | 1.57                |
| 30           | 4   | "Over My Head"            | Rob Lieberman     | Gabrielle Stanton                 | 12 de outubro de 2012  | 1.72                |
| 31           | 5   | "Double Jeopardy"         | Nisha Ganatra     | Nora Zuckerman & Lilla Zuckerman  | 19 de outubro de 2012  | 1.45                |
| 32           | 6   | "Real Estate"             | Jason Priestley   | Brian Millikin                    | 26 de outubro de 2012  | 1.41                |
| 33           | 7   | "Magic Hour (Part 1)"     | Paul Fox          | Shernold Edwards                  | 2 de novembro de 2012  | 1.55                |
| 34           | 8   | "Magic Hour (Part 2)"     | Paul Fox          | Sam Ernst & Jim Dunn              | 9 de novembro de 2012  | 1.60                |
| 35           | 9   | "Sarah"                   | Stephen Reynolds  | Nora Zuckerman & Lilla Zuckerman  | 16 de novembro de 2012 | 1.62                |
| 36           | 10  | "Burned"                  | T. W. Peacocke    | Charles Ardai                     | 30 de novembro de 2012 | 1.53                |
| 37           | 11  | "Last Goodbyes"           | Steven A. Adelson | Brian Millikin & Shernold Edwards | 7 de dezembro de 2012  | 1.56                |
| 38           | 12  | "Reunion"                 | Lee Rose          | Gabrielle Stanton                 | 17 de janeiro de 2013  | 1.31                |
| 39           | 13  | "Thanks for the Memories" | Shawn Piller      | Sam Ernst & Jim Dunn              | 17 de janeiro de 2013  | 1.36                |

### 4ª temporada (2013)
| No. na série | No. | Título                      | Dirigido por     | Escrito por                                      | Exibição               | Audiência (milhões) |
| ------------ | --- | --------------------------- | ---------------- | ------------------------------------------------ | ---------------------- | ------------------- |
| 40           | 1   | "Fallout"                   | Shawn Piller     | Gabrielle Stanton                                | 13 de setembro de 2013 | 1.55                |
| 41           | 2   | "Survivors"                 | Shawn Piller     | Nora Zuckerman & Lilla Zuckerman                 | 20 de setembro de 2013 | 1.36                |
| 42           | 3   | "Bad Blood"                 | Rob Lieberman    | Shernold Edwards                                 | 27 de setembro de 2013 | 1.54                |
| 43           | 4   | "Lost and Found"            | Lee Rose         | Speed Weed                                       | 4 de outubro de 2013   | 1.49                |
| 44           | 5   | "The New Girl"              | Rick Bota        | Brian Millikin                                   | 11 de outubro de 2013  | 1.59                |
| 45           | 6   | "Countdown"                 | Jeff Renfroe     | Matt McGuinness                                  | 18 de outubro de 2013  | 1.45                |
| 46           | 7   | "Lay Me Down"               | Paul Fox         | Nora Zuckerman & Lilla Zuckerman                 | 25 de outubro de 2013  | 1.45                |
| 47           | 8   | "Crush"                     | Stephen Reynolds | Speed Weed                                       | 1 de novembro de 2013  | 1.33                |
| 48           | 9   | "William"                   | Grant Harvey     | Shernold Edwards                                 | 8 de novembro de 2013  | 1.72                |
| 49           | 10  | "The Trouble with Troubles" | T. W. Peacocke   | Nora Zuckerman, Lilla Zuckerman & Brian Millikin | 15 de novembro de 2013 | 1.57                |
| 50           | 11  | "Shot in the Dark"          | Mairzee Almas    | Nick Parker                                      | 22 de novembro de 2013 | 1.46                |
| 51           | 12  | "When the Bough Breaks"     | Lee Rose         | Speed Weed & Shernold Edwards                    | 6 de dezembro de 2013  | 1.31                |
| 52           | 13  | "The Lighthouse"            | Shawn Piller     | Matt McGuinness & Gabrielle Stanton              | 13 de dezembro de 2013 | 1.25                |

### 5ª temporada (2014–15)
| No. na série | No. | Título                        | Dirigido por    | Escrito por                         | Exibição               | Audiência (milhões) |
| Parte 1      |     |                               |                 |                                     |                        |                     |
| ------------ | --- | ----------------------------- | --------------- | ----------------------------------- | ---------------------- | ------------------- |
| 53           | 1   | "See No Evil"                 | Shawn Piller    | Matt McGuinness & Gabrielle Stanton | 11 de setembro de 2014 | 1.04                |
| 54           | 2   | "Speak No Evil"               | Shawn Piller    | Matt McGuinness & Gabrielle Stanton | 18 de setembro de 2014 | 1.02                |
| 55           | 3   | "Spotlight"                   | T. W. Peacocke  | Speed Weed & Shernold Edwards       | 25 de setembro de 2014 | 0.85                |
| 56           | 4   | "Much Ado About Mara"         | T. W. Peacocke  | Speed Weed & Shernold Edwards       | 2 de outubro de 2014   | 0.72                |
| 57           | 5   | "The Old Switcheroo (Part 1)" | Jeff Ronfroe    | Cindy McCreery & Scott Shepard      | 10 de outubro de 2014  | 0.82                |
| 58           | 6   | "The Old Switcheroo (Part 2)" | Jeff Ronfroe    | Cindy McCreery & Scott Shepard      | 17 de outubro de 2014  | 0.95                |
| 59           | 7   | "Nowhere Man"                 | Rob Lieberman   | Brian Millikin                      | 24 de outubro de 2014  | 0.76                |
| 60           | 8   | "Exposure"                    | Rob Lieberman   | Nick Parker                         | 31 de outubro de 2014  | 0.85                |
| 61           | 9   | "Morbidity"                   | Rick Bota       | Speed Weed                          | 7 de novembro de 2014  | 0.79                |
| 62           | 10  | "Mortality"                   | Rick Bota       | Adam Higgs                          | 14 de novembro de 2014 | 0.86                |
| 63           | 11  | "Reflections"                 | Grant Harvey    | Shernold Edwards                    | 21 de novembro de 2014 | 0.77                |
| 64           | 12  | "Chemistry"                   | Grant Harvey    | Y. Shireen Razack                   | 28 de novembro de 2014 | 0.87                |
| 65           | 13  | "Chosen"                      | Shawn Piller    | Matt McGuinness                     | 5 de dezembro de 2014  | 0.91                |
| Parte 2      |     |                               |                 |                                     |                        |                     |
| 66           | 14  | "New World Order"             | Shawn Piller    | Brian Millikin & Nick Parker        | 8 de outubro de 2015   | 0.75                |
| 67           | 15  | "Power"                       | Rick Bota       | Adam Higgs                          | 8 de outubro de 2015   | 0.55                |
| 68           | 16  | "The Trial of Nathan Wuornos" | Rick Bota       | Speed Weed                          | 15 de outubro de 2015  | 0.70                |
| 69           | 17  | "Enter Sandman"               | Lucas Bryant    | Shernold Edwards                    | 22 de outubro de 2015  | 0.59                |
| 70           | 18  | "Wild Card"                   | Lee Rose        | Brian Millikin & Nick Parker        | 29 de outubro de 2015  | 0.65                |
| 71           | 19  | "Perditus"                    | Lee Rose        | Gabrielle Stanton & Adam Higgs      | 5 de novembro de 2015  | 0.80                |
| 72           | 20  | "Just Passing Through"        | Colin Ferguson  | Sam Ernst & Jim Dunn                | 12 de novembro de 2015 | 0.72                |
| 73           | 21  | "Close to Home"               | Sudz Sutherland | Joshua Brandon                      | 19 de novembro de 2015 | 0.66                |
| 74           | 22  | "A Matter of Time"            | Sudz Sutherland | Brian Millikin                      | 26 de novembro de 2015 | 0.53                |
| 75           | 23  | "Blind Spot"                  | T. W. Peacocke  | Y. Shireen Razack                   | 3 de dezembro de 2015  | 0.62                |
| 76           | 24  | "The Widening Gyre"           | T. W. Peacoke   | Nick Parker                         | 10 de dezembro de 2015 | 0.74                |
| 77           | 25  | "Now"                         | Shawn Piller    | Gabrielle Stanton                   | 17 de dezembro de 2015 | 0.68                |
| 78           | 26  | "Forever"                     | Shawn Piller    | Matt McGuinness                     | 17 de dezembro de 2015 | 0.53                |